# Glycyphana aethiessida
Glycyphana aethiessida är en skalbaggsart som beskrevs av Wallace 1867. Glycyphana aethiessida ingår i släktet Glycyphana och familjen Cetoniidae. Inga underarter finns listade i Catalogue of Life.